# Seden
Seden är en tidigare tätort i Region Syddanmark i Danmark, som sedan 2007 är sammanvuxen med Odense. Tätorten hade 3 743 invånare (2006). Den ligger i Odense kommun på ön Fyn, cirka 5 kilometer nordost om Odense.